# کوه ادزیزا
کوه ادزیزا (به انگلیسی: Mount Edziza) یک کوه و تپه در کانادا است که در بریتیش کلمبیا واقع شده‌است. کوه ادزیزا ۲٬۷۸۰ متر بالاتر از سطح دریا واقع شده‌است.